# درجه یک توسیع میدانی
در ریاضیات، به‌ویژه در نظریهٔ میدان، درجهٔ یک توسیع میدانی (به انگلیسی: degree of a field extension)، معیار سنجش نادقیقی از «بزرگی» یا «اندازهٔ» یک توسیع میدانی است. این مفهوم نقش مهمی را در بسیاری از بخش‌های ریاضیات شامل جبر و نظریهٔ اعداد بازی می‌کند. درحقیقت، در هر شاخهٔ ریاضیاتی، که در آن، میدان‌ها نقش عمده‌ای داشته باشند، درجهٔ توسیع میدانی هم ظهور پیدا می‌کند.

## ارجاعات
- مشارکت‌کنندگان ویکی‌پدیا. «Degree of a field extension». در دانشنامهٔ ویکی‌پدیای انگلیسی، بازبینی‌شده در ۴ مهٔ ۲۰۲۱.